# لمور ورزشکار راسویی
 لمور ورزشکار راسویی (نام علمی: Lepilemur mustelinus) نام یک گونه از سرده لمورهای ورزشکار است.